# Олександр-Стефан Ходоровський
Олександр-Стефан Ходоровський гербу Корчак (пол. Chodorowski Aleksandr Stefan, ? — 27 березня 1694, Львів) — шляхтич, військовик, урядник Корони Польської в Речі Посполитій. Останній представник спольщеного руського роду Ходоровських.

## Життєпис
Дідич на Ходороставі, Мальчицях, Журавному. Стольник львівський від 1665 року, того часу належав до найвідоміших постатей політичного життя Руського воєводства. 1666 року на Вишенському сеймику був обраний послом на Загальний (Вальний) сейм, потім у 1670, 1672 роках. 1667, 1671 років був ротмістром посполитого рушення Руського воєводства. Разом з братом Кшиштофом Станіславом були прихильниками гетьмана Яна Собєського. 1672 року: підписав акт конфедерації «малконтентів» - опонентів короля Міхала Корибута Вишневецького; як королівський ротмістр став на чолі нової козацької корогви, з якою брав участь в битві під Хотином 1673 року. Цією корогвою, названою потім панцерною, командував під час битви під Журавним 1676 року (у полку під командуванням гетьмана Станіслава Яблоновського); під час битви під Віднем 1683 року; угорської кампанії 1683 року (під час неї важко хворів); під час молдавської виправи 1686 року. Командував корогвою до своєї смерти.
Військову службу поєднував з участю в політичному житті: 1668, 1673, 1674 років був суддею каптуровим; неодноразово обирався маршалком Вишенського сеймику, був послом гродзенського сейму 1678/1679. 1688 років. Був обраний послом сейму 1693 року (сейм не відбувся). З 1683 року — підкоморій львівський та вінницький староста, також староста мостівський (зокрема, 31 березня 1681 король Ян III виніс вирок в суперечці між магістратом Великих Мостів та державцем (старостою) О. С. Ходоровським). 1693 року король Ян III дозволив передати Мостовське староство зятю Казімєжу Лєщиньському.
Помер 27 березня 1694 року у Львові.

## Сім'я
Був одружений з Уршулею з Стемпковських гербу Сухекомнати (вдовою Бєгановского), мали З-х доньок:
- Анна — дружина смоленського воєводи Францішека Цетнера
- Катажина — дружина галицького підстолія Стаміровського, чернігівського воєводи Пйотра Яна Потоцького
- Магдалена — дружина львівського каштеляна Казімежа Іґнація Лєщинського.